# Pirro Gonzaga
Pirro Gonzaga (né à Mantoue, en Lombardie, en 1505 et mort à Sabbioneta le 28 janvier 1529) est un cardinal italien du XVIe siècle. Les autres cardinaux de la famille sont Francesco Gonzaga (1461), Sigismondo Gonzaga (1505) Ercole Gonzaga (1527), Francesco Gonzaga (1561), Giovanni Vincenzo Gonzaga (1578), Scipione Gonzaga (1587), Ferdinando Gonzaga (1607) et Vincenzo Gonzaga (1615).

## Biographie
Deuxième fils de Ludovico Gonzaga et de Francesca Fieschi, il est le frère de Giulia Gonzaga. Pirro Gonzaga est élu évêque de Modène en 1527 et Clément VII le crée cardinal lors du consistoire du 21 novembre 1527. 